# 布里奇頓 (密蘇里州)
布里奇頓（英語：Bridgeton）是位於美國密蘇里州聖路易斯縣的城市。

## 人口
根據2020年美國人口普查的數據，布里奇頓的面積為39.46平方千米，當中陸地面積為37.69平方千米，而水域面積為1.77平方千米。當地共有人口11445人，而人口密度為每平方千米290人。